# Heutagogía

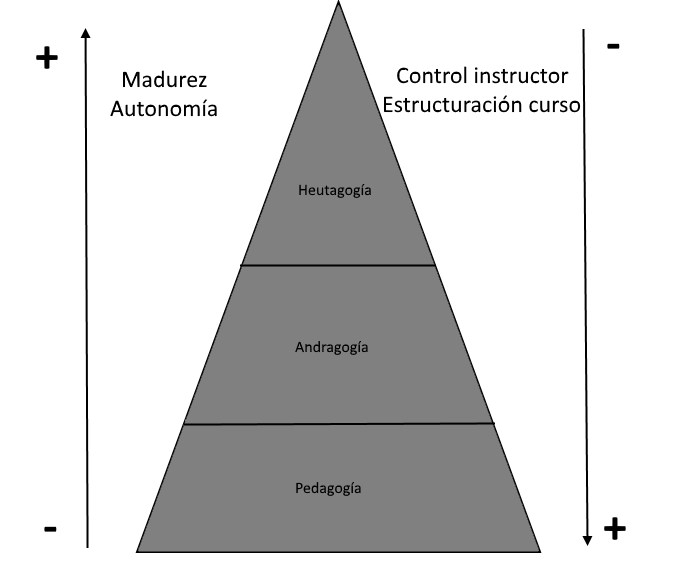
Progresión hacia la heutagogía (traducido de Blashke, 2012)

El término heutagogía, también conocido como autodidacticismo o autoeducación, es un concepto que describe el aprendizaje autodeterminado de los adultos. Según este concepto el proceso de aprendizaje es determinado por ellos mismos (es un proceso cada vez más cercano al autoaprendizaje). Fue acuñado por Hase y Kenyon (2000). Por tanto se distingue entre la pedagogía, que es la enseñanza en niños y adolescentes, y la andragogía, que es el aprendizaje en adultos pero mediado por un profesor. Bajo esta concepción, el desarrollo de la pedagogía a lo largo de la vida va evolucionando desde la propia pedagogía hasta la heutagogía, pasando por la andragogía.
En la base de la pirámide que representa el progreso hacia la heutagogía está la pedagogía, la cual requiere un fuerte control por parte del instructor y una buena estructuración del curso debido a la inmadurez del discente. Conforme la madurez del individuo es mayor (al subir la pirámide) el nivel de autonomía es cada vez mayor.

## Etimología
El término tiene sus raíces en las palabras griegas antiguas αὐτός (autós, lit. 'uno mismo') y διδακτικός (didaktikos, lit. 'enseñanza'). El término relacionado didáctica define una filosofía artística de la educación.

## Terminología
Se utilizan varios términos para describir la autoeducación. Una de ellas es la heutagogy, acuñada en 2000 por Stewart Hase y Chris Kenyon de la Universidad Southern Cross en Australia; otras son el aprendizaje autodirigido y el aprendizaje autodeterminado. En el paradigma de la heutagogia, un alumno debe estar en el centro de su propio aprendizaje.

## Era moderna
El autodidacticismo es a veces un complemento de la educación formal moderna. Como complemento de la educación formal, se animaría a los estudiantes a hacer un trabajo más independiente. La Revolución Industrial creó una nueva situación para los estudiantes autodirigidos.
Antes del siglo XX, solo una pequeña minoría de personas recibía una educación académica avanzada. Como declaró Joseph Whitworth en su influyente informe sobre la industria de 1853, las tasas de alfabetización fueron más altas en los Estados Unidos. Sin embargo, incluso en los EE. UU., la mayoría de los niños no estaban completando la escuela secundaria. La educación secundaria era necesaria para convertirse en profesor. En los tiempos modernos, un mayor porcentaje de los que completan la escuela secundaria también asistieron a la universidad, generalmente para obtener un título profesional, como derecho o medicina, o un título de en la divinidad.
La enseñanza universitaria se basó en los clásicos (latín, filosofía, historia antigua, teología) hasta principios del siglo XIX. Había pocas o ninguna institución de educación superior que ofreciera estudios de ingeniería o ciencia antes de 1800. Instituciones como la Royal Society hicieron mucho para promover el aprendizaje científico, incluidas las conferencias públicas. En Inglaterra, también había profesores itinerantes que ofrecían su servicio, normalmente por una tarifa.
Antes del siglo XIX, había muchos inventores importantes que trabajaban como molineros o mecánicos que, por lo general, habían recibido una educación primaria y habían prestado un aprendizaje. Los mecánicos, los fabricantes de instrumentos y los topógrafos recibieron varios cursos de formación en matemáticas. James Watt fue un topógrafo y fabricante de instrumentos y se le describe como "en gran medida autodidacta". Watt, como algunos otros autodidactas de la época, se convirtió en miembro de la Royal Society y miembro de la Lunar Society. En el siglo XVIII, estas sociedades a menudo daban conferencias públicas y eran fundamentales en la enseñanza de la química y otras ciencias con aplicaciones industriales que eran descuidadas por las universidades tradicionales. También surgieron academias para proporcionar formación científica y técnica.
Los años de escolarización en los Estados Unidos comenzaron a aumentar drásticamente a principios del siglo XX. Este fenómeno aparentemente estaba relacionado con el aumento de la mecanización que desplazaba el trabajo infantil. Se dice que la máquina automatizada de fabricación de botellas de vidrio ha hecho más por la educación que las leyes de trabajo infantil porque ya no se necesitaban niños para ayudar.Sin embargo, el número de niños empleados en esta industria en particular no fue tan grande; fue la mecanización en varios sectores de la industria lo que desplazó el trabajo infantil hacia la educación. Para los hombres en los EE. UU. nacidos en 1886-90, los años de escuela promediaron 7,86, mientras que para los nacidos en 1926-30, los años de escuela promediaron 11,46.
Una de las tendencias más recientes en la educación es que el entorno del aula debe satisfacer las necesidades, objetivos e intereses individuales de los estudiantes. Este modelo adopta la idea de un aprendizaje basado en la investigación, donde a los estudiantes se les presentan escenarios para identificar su propia investigación, preguntas y conocimientos sobre el área. Como una forma de aprendizaje de descubrimiento, a los estudiantes de las aulas de hoy se les está dando más oportunidades de "experimentar e interactuar" con el conocimiento, que tiene sus raíces en el autodidacticismo.
La autoenseñanza exitosa puede requerir autodisciplina y capacidad de reflexión. Algunas investigaciones sugieren que la capacidad de regular el propio aprendizaje puede necesitar ser modelada para algunos estudiantes para que se conviertan en estudiantes activos, mientras que otros aprenden dinámicamente a través de un proceso fuera del control consciente.[Para interactuar con el entorno, se ha identificado un marco para determinar los componentes de cualquier sistema de aprendizaje: una función de recompensa, funciones de valor de acción incremental y métodos de selección de acciones. Las recompensas funcionan mejor para motivar el aprendizaje cuando se eligen específicamente sobre la base de un estudiante individual. Los nuevos conocimientos deben incorporarse a la información existente anteriormente, ya que se va a evaluar su valor. En última instancia, estas técnicas de andamios, descritas por Lev Vygotski (1896-1934) y los métodos de resolución de problemas, son el resultado de la toma de decisiones dinámica.
En su libro Deschooling Society, el filósofo Ivan Illich criticó fuertemente la cultura educativa del siglo XX y la institucionalización del conocimiento y el aprendizaje, argumentando que la educación institucional como tal es un modelo de educación irremediablemente defectuoso, abogando en cambio de redes cooperativas ad hoc a través de las cuales los autodidactas podrían encontrar a otros interesados en enseñarse a sí mismos una habilidad.
Las sociedades seculares y modernas han sentado las bases para nuevos sistemas educativos y nuevos tipos de autodidactas. A medida que el acceso a Internet se ha generalizado, sitios web como YouTube, Coursera, Udemy, Udacity y Khan Academy se han desarrollado como centros de aprendizaje para que muchas personas aprendan juntas de forma activa y libre. Organizaciones como The Alliance for Self-Directed Education (ASDE) se han formado para dar a conocer y proporcionar orientación para la educación autodirigida.

## En historia, filosofía, literatura, cine y televisión
La primera afirmación filosófica que apoya un programa autodidacta para el estudio de la naturaleza y Dios fue en la novela filosófica Hayy ibn Yaqdhan (Hijo vivo del Vigilante), cuyo héroe titular es considerado el arquetípico autodidacta.[La historia es una utopía autodidacta medieval, un tratado filosófico en forma literaria, que fue escrito por el filósofo andaluz Ibn Tufail en la de la años 1160 en Marrakech. Es una historia sobre un niño salvaje, un prodigio autodidacta que domina la naturaleza a través de los instrumentos y la razón, descubre las leyes de la naturaleza mediante exploración práctica y experimentos, y gana summum bonum a través de una mediación mística y comunión con Dios. El héroe se eleva de su estado inicial de tabula rasa a una experiencia mística o directa de Dios después de pasar por las experiencias naturales necesarias. El punto focal de la historia es que la razón humana, sin ayuda de la sociedad y sus convenciones o por la religión, puede lograr el conocimiento científico, preparando el camino hacia la forma mística o más alta de conocimiento humano.
Comúnmente traducida como "El filósofo autodidacta" o "La mejora de la razón humana", la historia de Ibn-Tufayl Hayy Ibn-Yaqzan inspiró debates sobre el autodidacticismo en una variedad de campos históricos, desde la filosofía islámica clásica hasta el humanismo renacentista y la Ilustración europea. En su libro Reading Hayy Ibn-Yaqzan: a Cross-Cultural History of Autodidacticism, Avner Ben-Zaken mostró cómo el texto viajaba desde la Andalucía medieval tardía hasta la Europa moderna temprana y demostró las intrincadas formas en que el autodidacticismo se cuestionaba y se adaptaba a diversos entornos culturales.
El autodidacticismo aparentemente se entrelazó con las luchas por el sufismo en Marrakech del siglo XII; controversias sobre el papel de la filosofía en la pedagogía en la pelea de Barcelona del siglo XIV; sobre la astrología en la Florencia renacentista en la que Pico della Mirandola aboga por el autodidacticismo contra la fuerte autoridad de las nociones de predestinación Los súplicas por el autodidacticismo se hicieron eco no solo en estrechas discusiones filosóficas; surgieron en las luchas por el control entre individuos y los establecimientos.
En la historia de la autoeducación de los estadounidenses negros, Heather Andrea Williams presenta un relato histórico para examinar la relación de los estadounidenses negros con la alfabetización durante la esclavitud, la Guerra Civil y las primeras décadas de libertad.Muchos de los relatos personales hablan de personas que han tenido que enseñarse a sí mismas debido a la discriminación racial en la educación.

## En arquitectura
Muchos arquitectos exitosos e influyentes, como Mies van der Rohe, Frank Lloyd Wright, Violet-Le-Duc, Tadao Ando, fueron autodidactas.
Hoy en día, hay muy pocos países que permitan el autodidacticismo en la arquitectura. La práctica de la arquitectura o el uso del título "arquitecto" ahora están protegidos en la mayoría de los países.
Los arquitectos autodidactas generalmente han estudiado y calificado en otros campos, como la ingeniería o las artes y oficios. Jean Prouvé fue primero ingeniero estructural. Le Corbusier tenía una cualificación académica en artes decorativas. Tadao Ando comenzó su carrera como dibujante, y Eileen Gray estudió bellas artes.
Cuando un estado político comienza a implementar restricciones a la profesión, hay cuestiones relacionadas con los derechos de los arquitectos autodidactas establecidos. En la mayoría de los países, la legislación incluye una cláusula de abuelo, que autoriza a los arquitectos autodidactas establecidos a seguir ejerciendo. En el Reino Unido, la legislación,permitió que los arquitectos autoentrenados con 2 años de experiencia se registraran. En Francia,permitió que los arquitectos autoentrenados con 5 años de experiencia se registraran. En Bélgica,la ley permitía a los arquitectos autoentrenados experimentados en la práctica registrarse. En Italia,permitió que los arquitectos autoentrenados con 10 años de experiencia se registraran. En los Países Bajos, el "wet op de architectentitel van 7 juli 1987" junto con procedimientos adicionales, permitió a los arquitectos con 10 años de experiencia y a los arquitectos de 40 años o más, con 5 años de experiencia, acceder al registro.
Sin embargo, otros estados soberanos optaron por omitir dicha cláusula, y muchos profesionales establecidos y competentes fueron despojados de sus derechos profesionales. En la República de Irlanda, un grupo llamado "Alianza de Arquitectos de Irlanda" está defendiendo los intereses de arquitectos autoentrenados de larga dataque recientemente fueron privados de sus derechos a ejercer según la Parte 3 de la Ley de Control de Edificios de Irlanda de 2007.
Las investigaciones teóricas como "Arquitectura del cambio, la sostenibilidad y la humanidad en el entorno construido"o estudios más antiguos como "Vers une Architecture" de Le Corbusier describen la práctica de la arquitectura como un entorno cambiante con las nuevas tecnologías, ciencias y legislación. Todos los arquitectos deben ser autodidactas para mantenerse al día con los nuevos estándares, regulaciones o métodos.
Arquitectos autodidactas como Eileen Gray, Luis Barragán y muchos otros, crearon un sistema en el que trabajar también es aprender, donde la autoeducación se asocia con la creatividad y la productividad dentro de un entorno de trabajo.
Aunque estaba interesado principalmente en la arquitectura naval, William Francis Gibbs aprendió su profesión a través de su propio estudio de acorazados y transatlánticos. A lo largo de su vida se le pudo ver examinando y cambiando los diseños de los barcos que ya estaban construidos, es decir, hasta que comenzó su empresa Gibbs y Cox.

## Función futura
El papel del aprendizaje autodirigido sigue siendo investigado en los enfoques de aprendizaje, junto con otros objetivos importantes de la educación, como el conocimiento del contenido, las prácticas epistémicas y la colaboración. Como los colegios y universidades ofrecen programas de grado de aprendizaje a distancia y las escuelas secundarias ofrecen opciones de ciberescuela para los estudiantes de K-12, la tecnología proporciona numerosos recursos que permiten a las personas tener una experiencia de aprendizaje autodirigida. Varios estudios muestran que estos programas funcionan de manera más efectiva cuando el "profesor" o facilitador es el propietario completo del espacio virtual para fomentar una amplia gama de experiencias a reunirse en un formato en línea. Esto permite que el aprendizaje autodirigido abarque tanto un camino elegido de investigación de información, métodos de autorregulación y discusión reflexiva entre expertos, así como novatos en un área determinada. Además, los cursos en línea abiertos masivos (MOOC) hacen que el autodidacticismo sea más fácil y, por lo tanto, más común.
Una encuesta de Stack Overflow de 2016 informó que, debido al aumento del autodidacticismo, el 69,1 % de los desarrolladores de software parecen ser autodidactas.